# Tephraeoserica hauseri
Tephraeoserica hauseri är en skalbaggsart som beskrevs av Brenske 1901. Tephraeoserica hauseri ingår i släktet Tephraeoserica och familjen Melolonthidae. Inga underarter finns listade i Catalogue of Life.